# Umbuzeiro
Umbuzeiro es un municipio del estado brasileño de Paraíba. Según el censo del IBGE del año 2010, la población era de 9300 habitantes.